# Сазеш-да-Бейра
Сазеш-да-Бейра (порт. Sazes da Beira)  —  район (фрегезия) в Португалии,  входит в округ Гуарда. Является составной частью муниципалитета  Сейя. Находится в составе крупной городской агломерации Большое Визеу. По старому административному делению входил в провинцию Бейра-Алта. Входит в экономико-статистический  субрегион Серра-да-Эштрела, который входит в Центральный регион. Население составляет 341 человек на 2001 год. Занимает площадь 6,39 км².
Покровителем района считается Дева Мария (порт. Nossa Senhora do Rosário). 